# Willinkapis perornata
Willinkapis perornata là một loài ong trong họ Colletidae. Loài này được Moure miêu tả khoa học đầu tiên năm 1969.